# Revolutionary Ethiopian Women's Association
Revolutionary Ethiopian Women's Association (REWA), var en kvinnoorganisation i Etiopien, grundad 1974. Det var en del av den kommunistiska Derg-regimens politiska partiapparat.
REWA var en nationell organisation som etablerade sig över hela landet och som hade till syfte att organisera kvinnor i det politiska systemet, utbilda dem i politiska ideologi och mobilisera dem för statens tjänst under den socialistiska regimen efter revolutionen 1974. 
Den kejserliga konstitutionen, som hade degraderat kvinnor till andra klassens medborgare, upphävdes efter revolutionen och kvinnor blev för första gången åtminstone formellt politisk jämställda med män. REWA verkade för att enrollera flickor i skolan och kvinnor i yrkeslivet och i partiet, och etablerade och byggde också ut den sociala sektorn. 
Trots den officiella retoriken var kvinnor i praktiken mycket sparsamt representerade i den politiska toppen: endast en enda kvinna, Aregash Adane var medlem i partiets centralkommitté (WPE) 1984-2001.  